# Elecciones presidenciales de Estados Unidos de 2000 en Nueva Jersey
Las Elecciones presidenciales de Estados Unidos en Nueva Jersey de 2000, junto con cada estado de los EE. UU. Y Washington D. C., tuvieron lugar el 7 de noviembre de 2000. Fue la 54.ª elección presidencial de los EE. UU. Los principales candidatos del partido fueron  Demócrata el vicepresidente Al Gore de la administración titular y los  Republicanos el Gobernador de Texas George W. Bush, hijo del 41.er presidente de los Estados Unidos, George H. W. Bush. Debido al  sistema de votación indirecto utilizado en las elecciones presidenciales de EE. UU., George W. Bush derrotó por poco a Gore en  Votando en el Colegio Electoral a pesar de que Gore obtuvo un mayor porcentaje de El voto popular. El  Partido Verde candidato Ralph Nader, el único candidato del tercer partido representado en las boletas de la mayoría de los estados, llegó en un distante tercer lugar.
Aunque Nueva Jersey había votado por Demócrata Bill Clinton en las últimas dos elecciones (1992 y 1996), se consideró un potencial estado cambiante en 2000 porque los datos de las elecciones preelectorales mostraron que era una carrera cerrada. Al Gore ganó el 56% del voto popular de NJ, superando a George W. Bush por un margen de más del 16%, que garantizaba las 15 plazas de NJ en el Colegio Electoral al Partido Demócrata. Gore ganó 11 de los 13 distritos congresionales de Nueva Jersey, con los mayores márgenes de victoria en  Condado de Essex y Condado de Hudson donde ganó más del 70% de los votos. Bush ganó siete condados y sus mayores márgenes son un poco más del 56% en Condado de Hunterdon y  Condado de Sussex. Nader obtuvo más del 4% de los votos en los condados del noroeste del estado, mientras que obtuvo el 3% en todo el estado. Esta fue también la primera elección presidencial desde 1976, en el que Nueva Jersey también apoyaría al candidato perdedor. A partir de  2016, esta es la última elección en la cual  Condado de Monmouth Votado por el candidato demócrata.
- Datos: Q7892943